# Kanton Ailly-sur-Somme
Kanton Ailly-sur-Somme (fr. Canton d'Ailly-sur-Somme) je francouzský kanton v departementu Somme v regionu Hauts-de-France. Tvoří ho 44 obcí. Zřízen byl v roce 2015.

## Obce kantonu
| - Ailly-sur-Somme - Airaines - Argœuves - Avelesges - Belloy-sur-Somme - Bougainville - Bourdon - Bovelles - Breilly - Briquemesnil-Floxicourt - Camps-en-Amiénois - Cavillon - La Chaussée-Tirancourt - Clairy-Saulchoix - Creuse - Crouy-Saint-Pierre - Dreuil-lès-Amiens - Ferrières - Fluy - Fourdrinoy - Fresnoy-au-Val - Guignemicourt | - Hangest-sur-Somme - Laleu - Le Mesge - Métigny - Molliens-Dreuil - Montagne-Fayel - Oissy - Picquigny - Pissy - Quesnoy-sur-Airaines - Quevauvillers - Revelles - Riencourt - Saint-Aubin-Montenoy - Saint-Sauveur - Saisseval - Saveuse - Seux - Soues - Tailly - Warlus - Yzeux |